# Søndersø Sogn
Søndersø Sogn er et sogn i Bogense Provsti (Fyens Stift).
I 1800-tallet var Søndersø Sogn et selvstændigt pastorat. Det hørte til Skovby Herred i Odense Amt. Søndersø sognekommune blev ved kommunalreformen i 1970 indlemmet i Søndersø Kommune, der ved strukturreformen i 2007 indgik i Nordfyns Kommune.
I Søndersø Sogn ligger Søndersø Kirke.
I sognet findes følgende autoriserede stednavne:
- Dallund (ejerlav, landbrugsejendom)
- Holmene (bebyggelse)
- Langehede Huse (bebyggelse)
- Mosegravene (bebyggelse)
- Serup (bebyggelse, ejerlav)
- Snave (bebyggelse)
- Sømark (bebyggelse)
- Søndersø (bebyggelse, ejerlav)
- Søndersø Skovhuse (bebyggelse, ejerlav)
- Vedby (bebyggelse, ejerlav)
- Zastrow (landbrugsejendom)
- Ørritslev (bebyggelse, ejerlav)